# Spits (verkeer)

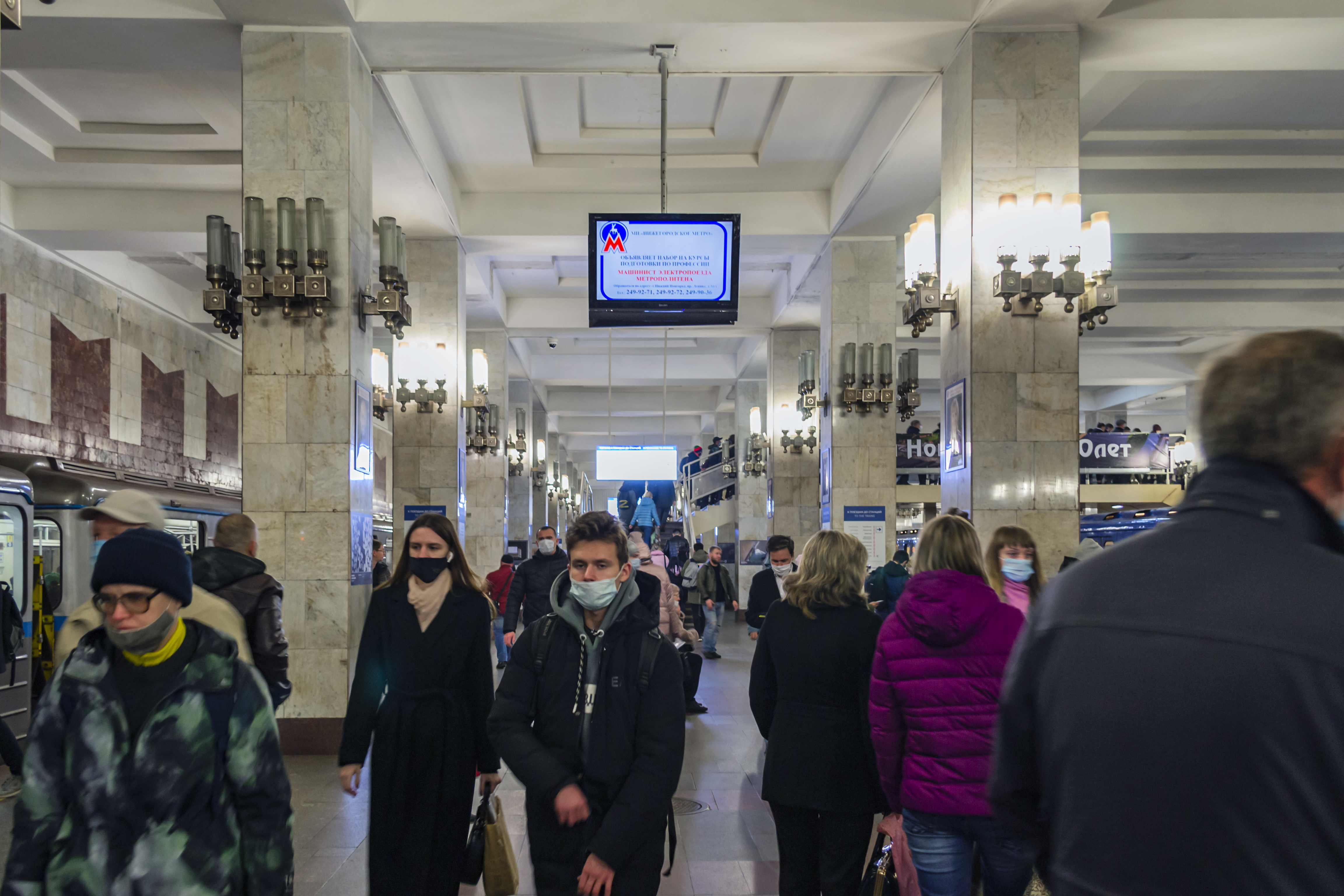
Spits in metrostation Nizjni Novgorod Moskovskaja

De spits of het spitsuur is in het verkeer en vervoer de periode op de dag dat het verkeer het drukst is. De spits wordt vooral veroorzaakt door het woon-werkverkeer (forensisme). Er zijn dan ook op de meeste werkdagen twee spitsperioden: 's morgens is er de ochtendspits met mensen die naar hun werk gaan en later op de dag de avondspits (soms ook middagspits genoemd) met mensen op weg terug naar huis. Voor verkeersdrukte op andere tijden wordt het woord 'spits' minder gebruikt.
In het openbaar vervoer komen deze piekuren tot uiting door vollere coupés en perrons; openbaarvervoersbedrijven spelen hierop in met extra materieel, hogere rijfrequentie en aangepaste tarieven. In het wegverkeer zijn de spitsperioden de tijden waarop gemiddeld de meeste files voorkomen.
De ochtendspits valt doorgaans in de periode van 7.00 tot 9.00 uur en bij uitbreiding 06.00 tot 10.00 uur. De avondspits valt in de regel tussen 16.00 en 18.00 uur en bij uitbreiding 15.00 tot 19.00. uur.

## Nederland
In Nederland is de spitspiek (lengte van alle files van dat moment bij elkaar opgeteld) in de ochtend doorgaans hoger dan die in de avondspits. Dit komt doordat de mensen ongeveer om dezelfde tijd beginnen met werken maar gespreider stoppen en naar huis gaan. Dat betekent niet dat de ochtendspits ook zwaarder is, uitgedrukt in filedruk is de avondspits "winnaar".
Eind jaren zeventig waren de ochtendspits en de avondspits ongeveer even groot. Inmiddels is dat beeld veranderd. Groeide de avondspits eerst vooral in de breedte, in 2007 werd geconstateerd dat de avondspits in verhouding veel drukker werd dan de ochtendspits. Daardoor is de avondspits niet alleen drukker dan de ochtendspits, maar duurt deze ook langer. Een mogelijke verklaring is dat in de avondspits het woon-werkverkeer weliswaar meer gespreid is, maar dat dan het recreatief verkeer voor extra verkeersaanbod zorgt.
De Hemelvaartsdrukte is traditioneel de drukste avondspits van het jaar, het effect van het weer op het verkeer uitgezonderd. Dit komt doordat veel mensen het Hemelvaartsweekend benutten voor een korte vakantie in eigen land of in het buitenland, terwijl het woon-werkverkeer ook aanwezig is. Ondanks alle waarschuwingen vooraf blijven mensen toch de weg op gaan.

### Drukste spitsen in Nederland (autoverkeer)
De tien drukste spitsen gemeten in Nederland, in file-km op het drukste tijdstip, vanaf 1998:

#### MetingVerkeersInformatieDienst
| Nr. | Datum            | Dagdeel      | Lengte | Reden                            |
| --- | ---------------- | ------------ | ------ | -------------------------------- |
| 1   | 8 februari 1999  | ochtend      | 975 km | gladheid door een dik pak sneeuw |
| 2   | 15 januari 2013  | ochtend      | 943 km | sneeuwval                        |
| 3   | 29 november 2010 | avond        | 884 km | sneeuw                           |
| 4   | 25 maart 2008    | ochtend      | 852 km | sneeuw en hagel                  |
| 5   | 3 februari 2012  | middag/avond | 830 km | sneeuw                           |
| 6   | 25 november 2005 | avond        | 820 km | sneeuw, regen en windstoten      |
| 7   | 26 februari 2004 | ochtend      | 762 km | een pak sneeuw                   |
| 8   | 17 december 2010 | avond        | 748 km | een pak sneeuw                   |
| 9   | 17 december 2009 | ochtend      | 672 km | gladheid door sneeuw             |
| 10  | 6 maart 2006     | ochtend      | 663 km | gladheid door sneeuw             |

#### MetingANWB
| Nr. | Datum            | Dagdeel      | Lengte  | Reden                   |
| --- | ---------------- | ------------ | ------- | ----------------------- |
| 1   | 22 januari 2019  | Avond        | 2296 km | Sneeuwval               |
| 2   | 11 december 2017 | Avond        | 1500 km | Sneeuwval               |
| 3   | 1 oktober 2019   | Ochtend      | 1136 km | Boerenprotest 2019      |
| 4   | 1 november 2018  | Avond        | 1135 km | Algemene drukte         |
| 5   | 15 januari 2013  | Ochtend      | 1007 km | Sneeuwval               |
| 6   | 8 februari 1999  | Ochtend      | 957 km  | Gekantelde vrachtwagens |
| 7   | 25 maart 2008    | Ochtend      | 888 km  | Winterweer              |
| 8   | 29 november 2010 | Avond        | 871 km  | Winterweer              |
| 9   | 3 februari 2012  | Middag/avond | 831 km  | Sneeuwval               |
| 10  | 25 november 2005 | Avond        | 811 km  | Sneeuwval               |

### Openbaar vervoer
In het openbaar vervoer gelden diverse dalurenregelingen, die betrekking hebben op kortingen, geldigheid, en mee mogen nemen van een fiets. Er zijn dalurenabonnementen voor treinvervoer in Nederland, waaronder het Dal Vrij abonnement dat aanzienlijk goedkoper is dan het Altijd Vrij abonnement. Van de sterabonnementen zijn er echter geen dalurenvarianten.
Zie ook Buzzer en (voor Noord-Brabant) Dalurendagkaartje.

### Hyperspits
Het drukste deel van de ochtendspits wordt ook wel hyperspits genoemd. Grofweg tussen 7:30 en 8:30 uur.